# World Team Challenge 2002
Il World Team Challenge 2002 si è svolto il 28 dicembre 2002 alla Veltins-Arena di Gelsenkirchen.
La competizione si articola in due fasi: una prima gara in mass start e una seconda gara di inseguimento, con distacchi dimezzati. 

## Risultati
| Pos | Atleti                                        | Nazione     | Tempo    |
| --- | --------------------------------------------- | ----------- | -------- |
| 1   | Michael Greis e Martina Glagow                | Germania    | 40:30,7  |
| 2   | Wiktor Maigurow e Albina Achatowa             | Russia      | +0:25,8  |
| 3   | Vesa Hietalahti e Sanna-Leena Perunka         | Finlandia   | +0:49,9  |
| 4   | Pawel Rostowzew e Olga Pyljowa                | Russia      | +0:55,0  |
| 5   | Frank Luck e Andrea Henkel                    | Germania    | +0:58,3  |
| 6   | Peter Sendel e Katrin Apel                    | Germania    | +1:21,0  |
| 7   | Ole Einar Bjørndalen e Gunn Margit Andreassen | Norvegia    | +1:35,8  |
| 8   | Oleksij Ajdarow e Wolha Nasarawa              | Bielorussia | +1:57,6  |
| 9   | Ricco Groß e Kati Wilhelm                     | Germania    | +2:26,4  |
| 10  | Vincent Defrasne e Florence Baverel-Robert    | Francia     | Doppiati |
| 11  | Wilfried Pallhuber e Nathalie Santer          | Italia      | Doppiati |
| 12  | Halvard Hanevold e Evelyn Hanevold            | Norvegia    | Doppiati |